# Oliarus sanctiphilippi
Oliarus sanctiphilippi är en insektsart som beskrevs av Synave 1960. Oliarus sanctiphilippi ingår i släktet Oliarus och familjen kilstritar. Inga underarter finns listade i Catalogue of Life.